# Książka Historyczna Roku
„Książka Historyczna Roku” – konkurs o Nagrody im. Oskara Haleckiego służące badaniu i popularyzowaniu dziejów Polski oraz promowaniu czytelnictwa książek historycznych, którego organizatorami i fundatorami nagród są Telewizja Polska S.A., Polskie Radio S.A., Instytut Pamięci Narodowej i od 2016 Narodowe Centrum Kultury.

## Laureaci 13. edycji konkursu (2022)
W 2022 nadano nagrody w następujących kategoriach:
„Najlepsza książka naukowa poświęcona dziejom Polski i Polaków w XX wieku”
- Nagroda jury: książka Tomasza Sikorskiego i Adama Wątora pt. Liga Narodowa w zaborze pruskim i jej działacze
- Nagroda czytelników: książka Pawła Skibińskiego pt. Odnowa tej Ziemi. I Pielgrzymka Jana Pawła II do Polski, czerwiec 1979

„Najlepsza książka popularnonaukowa poświęcona historii Polski w XX wieku”
- Nagroda jury: książka Wojciecha Wencla Lechoń. Rycerz i faun
- Nagroda czytelników: książka Wojciecha Wencla Wierzyński. Sens ponad klęską

„Najlepsze wydawnictwo źródłowe poświęcone historii Polski i Polaków w XX wieku”
- Nagroda jury: Piotra Długołęckiego pt. W obliczu Zagłady. Rząd RP na uchodźstwie wobec Żydów 1939–1945

„Najlepsze wspomnienia dotyczące historii Polski i Polaków w XX wieku”
- Nagroda jury: książka Stanisława Grygiela pt. Żyć znaczy filozofować

Przyznano również honorowe wyróżnienia:
- „Odnowa tej ziemi. I Pielgrzymka Jana Pawła II do Polski, czerwiec 1979” Pawła Skibińskiego
- „Pańska, szlachecka, faszystowska. Polska w sowieckiej propagandzie, kulturze i historiografii 1917–1945” Tadeusza Pawła Rutkowskiego
- „Dialog należy kontynuować… Rozmowy operacyjne Służby Bezpieczeństwa z ks. Henrykiem Gulbinowiczem z lat 1969–1985. Studium przypadku” w opracowaniu Rafała Łatki i Filipa Musiała
- „Polskie Dokumenty Dyplomatyczne 1919 czerwiec-grudzień” Sławomira Dębskiego.

## 12. edycja konkursu (2019)
W trakcie trwania edycji KHR w 2019 postanowieniem jury usunięto z konkursu książkę Władysława Studnickiego pt. Wobec nadchodzącej drugiej wojny światowej. Ponadto decyzją trzech współorganizatorów (Telewizja Polska S.A., Polskie Radio S.A. i Narodowe Centrum Kultury) została wycofana z konkursu książka Piotra Zychowicza pt. Wołyń zdradzony, czyli jak dowództwo AK porzuciło Polaków na pastwę UPA. W wydanym oświadczeniu Instytut Pamięci Narodowej podał do wiadomości, że ta decyzja nie była uzgodniona z IPN. W związku z decyzją organizatorów Sławomir Cenckiewicz 24 października 2019 zarzucił im brak uprawnień do podjęcia takiej decyzji, użycie fałszywej podstawy prawnej oraz poinformował o rezygnacji z członkostwa w jury konkursu i zaapelował o jego anulowanie w edycji 2019. Nazajutrz czterej organizatorzy konkursu (TVP, PR, IPN, NCK) poinformowali o unieważnieniu konkursu w edycji 2019.
W sprawie wycofania książki P. Zychowicza z konkursu Rzecznik Praw Obywatelskich Adam Bodnar zwrócił się do TVP, PR i NCK z prośbą o wyjaśnienia. W odpowiedzi Jacek Kurski, Andrzej Rogoyski i Rafał Wiśniewski jednomyślnie argumentowali, iż decyzja o wycofaniu miała podstawę w tym, że książka została wydana po regulaminowym terminie (według organizatorów w konkursie brały udział publikacje wydane od 1 stycznia 2018 do 30 czerwca 2019, zaś książkę Zychowicza wydano według nich w lipcu 2019, aczkolwiek jej dystrybucja trwała od czerwca 2019.

## Laureaci 11. edycji konkursu (2018)
W 2018 nadano nagrody w następujących kategoriach:
„Najlepsza książka naukowa poświęcona dziejom Polski i Polaków w XX wieku”
- Nagroda jury: książka Witolda Bagieńskiego pt. Wywiad Cywilny Polski Ludowej w latach 1945–1961, t. 1–2
- Nagroda czytelników: książka Mariusza Bechty i Wojciecha Muszyńskiego pt. Przeciwko Pax Sovietica. Narodowe Zjednoczenie Wojskowe i struktury polityczne ruchu narodowego wobec reżimu komunistycznego 1944–1956

„Najlepsza książka popularnonaukowa poświęcona historii Polski w XX wieku”
- Nagroda jury: książka Andrzeja Chwalby Wielka Wojna Polaków
- Nagroda czytelników: książka Wojciecha Königsberga AK 75. Brawurowe akcje Armii Krajowej

„Najlepsze wydawnictwo źródłowe poświęcone historii Polski i Polaków w XX wieku”
- Nagroda jury: książka Mariusza Korzeniowskiego, Krzysztofa Latawca i Dariusza Tarasiuka pt. Uchodźstwo Polskie w Rosji w latach I wojny światowej w świetle dokumentów

„Najlepsze wspomnienia dotyczące historii Polski i Polaków w XX wieku”
- Nagroda jury: książka w opracowaniu Jerzego Łazora pt. Moje wspomnienia. Stanisław Wojciechowski, t. 1–2[12]

## Laureaci 10. edycji konkursu (2017)
W 2017 nadano nagrody w następujących kategoriach:
„Najlepsza książka naukowa poświęcona dziejom Polski i Polaków w XX wieku”
- Nagroda jury: książka Ryszarda Tomczyka i Barbary Patlewicz pt. Cmentarz Janowski we Lwowie. Polskie dziedzictwo narodowe, T. I, T. II
- Nagroda czytelników: książka Michała Pszczółkowskiego pt. Kresy nowoczesne. Architektura na ziemiach wschodnich II RP (1921–1939)[13]

„Najlepsza książka popularnonaukowa poświęcona historii Polski w XX wieku”
- Nagroda jury i nagroda czytelników: książka Grzegorza Motyki Wołyń’43[13]

„Najlepsze wydawnictwo źródłowe poświęcone historii Polski i Polaków w XX wieku”
- Nagroda jury: książka Sławomira Dębskiego pt. Polskie Dokumenty Dyplomatyczne, 1919 styczeń-maj[13]

„Najlepsze wspomnienia dotyczące historii Polski i Polaków w XX wieku”
- Nagroda jury: książka Jędrzeja Moraczewskiego pt. Dziennik wydarzeń (1939–1944) (opracowany i opatrzony wstępem przez Joannę Dufrat i Piotra Cichorackiego); książka Justyny Błażejowskiej pt. Harcerską drogą do niepodległości. Od „Czarnej Jedynki” do Komitetu Obrony Robotników[13]

W 11 edycji konkursu wręczono wówczas nagrody o łącznej wartości 80 tys. zł.

## Laureaci 9. edycji konkursu (2016)
W 2016 nadano nagrody w następujących kategoriach:
„Najlepsza książka naukowa poświęcona dziejom Polski i Polaków w XX wieku”
- Nagroda jury: książka Jakuba Tyszkiewicza pt. Rozbijanie monolitu. Polityka Stanów Zjednoczonych wobec Polski 1945–1988
- Nagroda czytelników: książka Bartłomieja Szyprowskiego pt. Sąd kapturowy przy Komendzie Głównej Związku Walki Zbrojnej w Warszawie (sierpień 1940 r. – listopad 1941 r.). Podziemie w walce ze zdrajcami Rzeczypospolitej[14]

„Najlepsza książka popularnonaukowa poświęcona historii Polski w XX wieku”
- Nagroda jury: książka Cezarego Łazarewicza pt. Żeby nie było śladów. Sprawa Grzegorza Przemyka
- Nagroda czytelników: książka Wojciecha Hausnera, Marka Wierzbickiego pt. Sto lat harcerstwa[14]

## Laureaci 8. edycji konkursu (2015)
W 2015 nadano nagrody w następujących kategoriach:
„Najlepsza książka naukowa poświęcona dziejom Polski i Polaków w XX wieku”
- Nagroda jury: książka Kazimierza Krajewskiego pt. Na straconych posterunkach. Armia Krajowa na Kresach Wschodnich II Rzeczypospolitej 1939–1945 (ISBN 978-83-08-04932-7, Wydawnictwo Literackie, 2015)
- Nagroda czytelników: książka Macieja Gawlikowskiego i Mirosława Lewandowskiego pt. No Future! Historia krakowskiej FMW (ISBN 978-83-7569-626-4, Wydawnictwo Rafael, 2014)

„Najlepsza książka popularnonaukowa poświęcona historii Polski w XX wieku”
- Nagroda jury: książka Igora Janke pt. Twierdza. Solidarność walcząca – podziemna armia (ISBN 978-83-64142-65-9, Wydawnictwo Wielka Litera, 2014)
- Nagroda czytelników: książka Agaty Mirek pt. Trudne lata. Wielkie Dni. Zakony żeńskie w PRL (ISBN 978-83-937830-4-5; ISBN 978-83-7031-950-2, Wydawnictwo Apostolicum)[15]

## Laureaci 7. edycji konkursu (2014)
„Najlepsza książka naukowa poświęcona dziejom Polski i Polaków w XX wieku”
- Nagroda jury: książka Tytusa Jaskułowskiego pt. Przyjaźń, której nie było. Ministerstwo Bezpieczeństwa Państwowego NRD wobec MSW 1974–1990
- Nagroda czytelników: książka Marka Jedynaka pt. Niezależni kombatanci w PRL

„Najlepsza książka popularnonaukowa poświęcona historii Polski w XX wieku”
- Nagroda jury: książka Moniki Agopsowicz pt. Kresowe Pokucie. Rzeczpospolita ormiańska
- Nagroda czytelników: książka Jarosława Wróblewskiego pt. Zośkowiec[16]

## Laureaci 6. edycji konkursu (2013)
„Najlepsza książka naukowa poświęcona dziejom Polski i Polaków w XX wieku”
- Nagroda jury: książka Patryka Pleskota pt. Kłopotliwa Panna „S”. Postawy polityczne Zachodu wobec Solidarności na tle stosunków z PRL 1980–1989
- Nagrodę czytelników: książka Sławomira Cenckiewicza, Adama Chmieleckiego, Janusza Kowalskiego, Anny K. Piekarskiej pt. Lech Kaczyński. Biografia polityczna 1949–2005

„Najlepsza książka popularnonaukowa poświęcona historii Polski w XX wieku”
- Nagroda jury: książka Marka Żebrowskiego pt. Jerzy Giedroyć. Życie przed „Kulturą”
- Nagroda czytelników: książka Marka A. Koprowskiego Wołyń epopeja polskich losów 1939–2013 akt I, akt II

Wyróżnienie specjalne
- książka Śladami zbrodni. Przewodnik po miejscach represji komunistycznych lat 1944–1956' (oprac. Tomasza Łabuszewskiego)[15]

## Laureaci 5. edycji konkursu (2012)
„Najlepsza książka naukowa poświęcona dziejom Polski i Polaków w XX wieku”
- Nagroda jury: książka Dietera Schenka pt. Noc morderców. Kaźń polskich profesorów we Lwowie i holokaust w Galicji Wschodniej
- Nagrodę czytelników: książka Sławomira Cenckiewicza pt. Długie ramię Moskwy. Wywiad wojskowy Polski Ludowej 1943–1991

„Najlepsza książka popularnonaukowa poświęcona historii Polski w XX wieku”
- Nagroda jury: książka Ryszarda Wolańskiego pt. Eugeniusz Bodo. „Już taki jestem zimny drań”
- Nagroda czytelników: książka Mirosława Lewandowskiego i Macieja Gawlikowskiego pt. Gaz na ulicach. KPN w Krakowie. Stan wojenny 1981–1982[17].

## Jury konkursu
W 2015 jury konkursu posiadało następujący skład:
- prof. dr hab. Adam Dobroński
- prof. dr hab. Antoni Dudek
- prof. dr hab. Piotr Franaszek
- prof. dr hab. Grzegorz Łukomski
- prof. dr hab. Andrzej Nowak
- prof. dr hab. Wojciech Roszkowski[15]

W latach 2016–2017 jury działało w składzie:
- dr hab. Jan Jacek Bruski
- prof. dr hab. Antoni Dudek
- dr Piotr Gontarczyk
- prof. dr hab. Andrzej Nowak
- prof. dr hab. Wojciech Roszkowski
- dr hab. Mieczysław Ryba
- prof. dr hab. Jan Rydel
- dr hab. Bożena Szaynok[14][13]

W 2018 jury obradowało w składzie:
- dr hab. Jan Jacek Bruski
- dr hab. Sławomir Cenckiewicz
- prof. dr hab. Antoni Dudek
- dr Piotr Gontarczyk
- ks. prof. zw. dr hab. Waldemar Graczyk
- prof. dr hab. Andrzej Nowak
- prof. dr hab. Jan Rydel
- Piotr Semka[12]